# Ойл, Йоп ден
Йоп ден Ойл (вариант написания имени — Йооп, фамилии — Эйл, Уйл, Уил; полное имя — Йоханнес Мартен ден Ойл, нидерл. Joop den Uyl — Johannes Marten den Uijl, [ˈjoːp dɛn ˈœyl]; 9 августа 1919, Хилверсюм, Нидерланды — 24 декабря 1987, Амстердам) — нидерландский политик, премьер-министр с 11 мая 1973 по 19 декабря 1977 года, руководитель Партии труда в 1966—1986 годах.

## Биография
Окончил Амстердамский университет, где изучал экономику. Во время Второй мировой войны работал в министерстве экономики и, параллельно, в подпольной газете Het Parool. В 1953 году был избран в городской совет Амстердама, в 1956 году — в Палату представителей. В 1963-65 ден Ойл на некоторое время покинул парламент, чтобы работать советником по экономике в мэрии Амстердама. В 1965 году получил должность министра экономики в правительстве Йо Калса. Под его руководством в провинции Лимбург было проведено закрытие многих угольных шахт. В ноябре 1966 года правительство Калса ушло в отставку. Вскоре после этого ден Ойл возглавил Партию труда, которая в 1973 году победила на выборах в союзе с леволиберальной партией «Демократы-66» и левохристианской Политической партией радикалов. Ден Ойл получил возможность сформировать коалиционное правительство с участием Католической народной партии и Антиреволюционной партии.
Его премьерство запомнилось серьёзными социальными и экономическими трудностями, что было связано с введением нефтяного эмбарго из-за поддержки Нидерландами Израиля в Четвёртой арабо-израильской войне. Во время четырёхлетнего премьерства ден Ойла возник серьёзный бюджетный дефицит, безработица выросла вдвое, инфляция достигла 10 %. Несмотря на это, руководимая им Партия труда оставалась популярной, а на парламентских выборах 1977 года получила 53 места из 150 вместо прежних 43, хотя правоцентристские партии и сумели сформировать новое правительство без неё.
В 1977-81 возглавлял теневое правительство. В 1981—1982 годах в недолгоживущем коалиционном правительстве Дриса ван Агта был вице-премьером и занимал ещё две министерские должности: министра социальной политики и занятости, а также министра по делам Суринама и Нидерландских Антильских островов.
В 1986 году ушёл из большой политики, оставшись лишь депутатом парламента, а в конце 1987 года умер от опухоли головного мозга.
У ден Ойла было семеро детей — 3 сына и 4 дочери. В Нидерландах он был известен под прозвищем Ome Joop — «дядя Йоп».